# Glossaire de la météorologie
Glossaire de la météorologie
- Haut – A
- B
- C
- D
- E
- F
- G
- H
- I
- J
- K
- L
- M
- N
- O
- P
- Q
- R
- S
- T
- U
- V
- W
- X
- Y
- Z

## A
- A-scope
- Ablation
- Abri à baromètre
- Abri anglais
- Abri d'instruments
- Abri météorologique
- Abri Stevenson
- Absorption atmosphérique
- Absorption au-dessus de la calotte polaire
- Absorption aurorale
- Absorption sélective
- Accalmie du vent
- Accident climatique
- Acclimatation
- Accrétion
  - Accrétion de glace
- Accumulation
- Accumulation annuelle de neige
- Acdar
- Acoustique atmosphérique
- Acoustique météorologique
- Actinogramme
- Actinographe
- Actinomètre
- Actinométrie
- Action de blocage
- Activité solaire
- Adiabatique
- Adiabatique de l'air humide saturé ou adiabatique de saturation
- Adiabatique sèche
- Administration météorologique
- Adsorption
- Advection
  - Advection agéostrophique
  - Advection de tourbillon
  - Advection géostrophique
  - Advection turbulente
- Aéolien
- Aérobiologie
- Aérogramme
- Aérographe
- Aérojet
- Aérologie
- Aérométéorographe
- Aéronomie
- Aérosol
  - Aérosol marin
- Âge glaciaire
- Agent d'ensemencement
- Agent de liaison météorologique de port
- Agglomération
- Agitation de l'air
- Agrégation
- Agroclimatologie
- Agrométéorologie
- Aiguille de glace
- Air
  - Air antarctique
  - Air arctique
  - Air chaud
  - Air clair
  - Air continental
  - Air de foehn
  - Air du sol
  - Air équatorial
  - Air humide
  - Air instable
  - Air limpide
  - Air maritime
  - Air polaire
  - Air polaire de retour
  - Air pollué
  - Air pur
  - Air saturé
  - Air sec
  - Air stable
  - Air tropical
- AIRMET
- Aire de haute pression
- Ajustement convectif
- Ajustement géostrophique
- Albédo
- Albédo de la Terre
- Albédographe
- Albédomètre
- Albédomètre enregistreur
- Alidade
- Alimentation
- Alizés
- Alti-électrographe
- Altimètre anéroïde ou barométrique
- Altitude
  - Altitude barique ou barométrique type
  - Altitude de la cuvette barométrique
  - Altitude équivalente d'aérodrome
  - Altitude géopotentielle
  - Altitude pycnique type
  - Altitude-densité standard
- Altocumulonimbus
- Amas convectif
- Amas nuageux
- AMDAR
- Amendement à une prévision
- Amplitude annuelle absolue de la température
- Amplitude annuelle moyenne de la température
- Amplitude d'une rafale
- Amplitude de la température
- Amplitude quotidienne de la température
- Amplitude thermique
- Anafront
- Anallobare
- Analyse
- Analyse aérologique
- Analyse barique
- Analyse cinématique
- Analyse cinématique différentielle
- Analyse de la variance
- Analyse de pollen
- Analyse des champs d'altitude
- Analyse des masses d'air
- Analyse différentielle
- Analyse du temps
- Analyse frontologique
- Analyse hauteur-superficie-durée
- Analyse isentropique
- Analyse isotache/isotaque
- Analyse numérique spectrale
- Analyse objective
- Analyse objective multivariée
- Analyse objective variationnelle
- Analyse par coupe verticale
- Analyse par surfaces isobares
- Analyse quadridimensionnelle
- Analyse synoptique
- Anémobiagraphe
- Anémoclinomètre
- Anémogramme
- Anémographe
- Anémomètre
- Anémomètre à contacts
- Anémomètre à coupelles
- Anémomètre à fil chaud
- Anémomètre à hélice
- Anémomètre à main
- Anémomètre à moulinet ou de Byram
- Anémomètre à plaque
- Anémomètre à pression dit à tube de Pitot
- Anémomètre à thermistance
- Anémomètre à tube de pression ou de Dines
- Anémomètre à ultrasons
- Anémomètre bidirectionnel
- Anémomètre de Daloz
- Anémomètre enregistreur
- Anémomètre girouette
- Anémomètre totalisateur
- Anémométrie
- Anges
- Angle de croisement des isobares
- Angle zénithal du satellite
- Angle zénithal du Soleil
- Anhydride carbonique
- Anhydride sulfureux
- Animation des images de nuages
- Anneau d'anthélie
- Anneau d'Ulloa
- Anneau de Bishop
- Anneau de courant circumterrestre
- Annuaire météorologique
- Anomalie climatique
- Anomalie de pression
- Anomalie de température
- Anthélie
- Anticrépuscule
- Anticyclogénèse
- Anticyclolyse
- Anticyclone
- Anticyclone antarctique
- Anticyclone d'Amérique du Nord
- Anticyclone chaud
- Anticyclone continental
- Anticyclone coupé
- Anticyclone de Sibérie
- Anticyclone d'Ogasawara
- Anticyclone de blocage
- Anticyclone des Açores
- Anticyclone des Bermudes
- Anticyclone en altitude
- Anticyclone froid (ou thermique)
- Anticyclone permanent
- Anticyclone semi-permanent
- Anticyclone subtropical
- Antipléion
- Antisélène
- Apob
- Application du GPS en météorologie
- Approximation de Boussinesq
- Approximation de Curtis-Godson
- Approximation géostrophique
- Approximation hydrostatique
- Approximation quasi-géostrophique
- Arc auroral
- Arc circumhorizontal
- Arc circumzénithal ou circumzénithal supérieur
- Arc circumzénithal inférieur
- Arc d'anthélie
- Arc dans le brouillard ou Arc-en-ciel blanc
- Arc du Brocken
- Arc-en-ciel
- Arc-en-ciel de rosée ou Arc-en-terre
- Arc-en-ciel lunaire
- Arc-en-ciel principal
- Arc surnuméraire
- Arc-en-ciel secondaire
- Arc supralatéral
- Arche anticrépusculaire
- Arche crépusculaire
- Arche de chinook
- Arcs de Lowitz
- Arcs de Parry
- Arcs tangents aux halos de 22° et 46°
- Arcures
- Arcus
- Aridité
- Arrière d'une dépression
- Ascendance
  - Ascendance thermique
  - Ascendance dynamique
- Ascension capillaire
- Assimilation de données
- Assimilation des données à quatre dimensions
- Assombrissement anticyclonique
- Astrométéorologie
- Atlas climatique
- Atlas international des nuages
- Atmoradiographe
- Atmosphère
- Atmosphère adiabatique
- Atmosphère autobarotrope
- Atmosphère barocline
- Atmosphère barotrope
- Atmosphère d'une mine
- Atmosphère homogène
- Atmosphère isotherme
- Atmosphère libre
- Atmosphère moyenne
- Atmosphère neutre
- Atmosphère OACI
- Atmosphère planétaire
- Atmosphère polytrope
- Atmosphère type, standard ou normalisée
- Atmosphérique
- Atmosphériques (toujours pluriel)
- Atténuation atmosphérique
- Atténuation du rayonnement solaire
- Atterrissage tous temps
- Aucun nuage en vue dans la direction d'observation - CFLOS
- Auréole
- Aurore
- Aurore australe
- Aurore boréale
- Aurore éclairée par le Soleil
- Aurore polaire
- Aurore radio
- Avalanche
- Avalanche d'air
- Averse
- Averse de neige
- Averse de pluie
- Averse de projet
- Averse type
- Avis de force d'ouragan
- Avis de coup de vent
- Avis de cyclone
- Avis de tempête
- Avis de typhon
- Avis de variation brusque
- Avis météorologique
- Axe d'anticyclone
- Axe de dépression
- Axe du courant-jet

## B
- Bac d'évaporation
- Bac d'évaporation BPI
- Bai
- Bai-u
- Balance d'énergie
- Balise à neige
- Ballon à niveau constant
- Ballon à volume constant
- Ballon captif
- Ballon cerf-volant
- Ballon météorologique
- Ballon radiosonde
- Ballon tétraédrique
- Ballon-pilote
- Ballon-plafond
- Ballon-sonde
- Banc de brouillard
- Banc de neige
- Banc de nuages
- Bande brillante
- Bande C
- Bande d'absorption
- Bande de l'oxygène
- Bande de pluie
- Bande du dioxyde de carbone
- Bande nuageuse
- Bande S
- Bande spirale
- Bande X
- Bandes aurorales
- Bandes d'aurore
- Bandes de la vapeur d'eau
- Bar
- Barbier
- Barbule de vent
- Baroclinicité
- Baroclinie
- Barogramme
- Barographe
- Barographe à flotteur
- Barographe à grande échelle
- Baromètre
- Baromètre à cuvette ajustable
- Baromètre à échelle compensée
- Baromètre à mercure
- Baromètre à siphon
- Baromètre anéroïde
- Baromètre balance
- Baromètre de marine
- Baromètre de montagne
- Baromètre du type Kew
- Baromètre enregistreur
- Baromètre étalon absolu
- Baromètre étalon national
- Baromètre étalon régional
- Baromètre Fortin
- Baromètre marin
- Baromètre métallique
- Baromètre normal
- Baromètre Tonnelot
- Barométrie
- Barothermographe
- Barothermohygrographe
- Barotropie
- Barrière à neige
- Barrière de nuages
- Barrière pare-neige
- Base d'un nuage
- Basse pression
- Bassin d'évaporation
- Bassin hydrographique
- Bassin versant
- Bateau-feu
- BEARN, Bilan d'Énergie Automatique Régional Numérique
- Bilan calorifique
- Bilan d'énergie
- Bilan du rayonnement atmosphérique
- Bilan du rayonnement en surface
- Bilan du rayonnement solaire
- Bilan du rayonnement Terre-atmosphère
- Bilan du rayonnement terrestre
- Bilan du rayonnement total
- Bilan hydrique
- Bilan hydrologique
- Bilan radiatif
- Bilan thermique
- Bilan thermique de la couverture neigeuse
- Bilanmètre pour le rayonnement total résultant
- Bioclimatologie
- Bioclimatologie humaine
- Biométéorologie
- Biosphère
- Bise (vent)
- Blanc dehors
- Bleu du ciel
- Blizzard
- Blocage d'air froid
- Bloc Omega
- Bloc Rex
- Boîte à baromètre
- Boîtier thermométrique à contre-courant
- Boîtier thermométrique Rosemount
- Bologramme
- Bolomètre
- Bombe (météorologie)
- Bonne brise
- Bora
- Bouclier d'ozone
- Bouée dérivante
- Bourrasque
- Bourrasque de neige
- Brèche de foehn
- Brillance
- Brise
- Brise de glacier
- Brise de lac
- Brise de mer
- Brise de montagne ou de vallée
- Brise de terre
- Brise-vent
- Brouillard
- Brouillard au sol
- Brouillard chaud
- Brouillard d'advection
- Brouillard d'air tropical
- Brouillard d'évaporation
- Brouillard d'inversion
- Brouillard de mélange
- Brouillard de montagne
- Brouillard de mousson
- Brouillard de pente ou orographique
- Brouillard de rayonnement
- Brouillard en bancs
- Brouillard frontal
- Brouillard givrant
- Brouillard glacé
- Brouillard marin (d'advection chaude sur la mer)
- Brouillard mouillant
- Brouillard postfrontal (de radiation après le passage d'un front)
- Brouillard préfrontal ou de précipitations
- Brouillard surfondu
- Bruine
- Bruine se congelant
- Bruine verglaçante
- Bruit (météorologie dynamique)
- Bruit blanc
- Bruit météorologique
- Bruit rouge
- Brume
- Brume arctique
- Brume de poussière
- Brume de sable
- Brume de sel
- Brume sèche
- Brume sèche en altitude
- Buisson
- Bulletin d'information météorologique (publication)
- Bulletin de prévision
- Bulletin hebdomadaire d'études et de renseignements
- Bulletin météorologique
- Bulletin météorologique télévisé
- Bulletin-avis météorologique
- Bureau météorologique
- Bureau météorologique régional

## C
- Calage altimétrique ou de l'altimètre
- Calcul de la propagation de la crue
- Calme
- Calmes équatoriaux
- Calmes subtropicaux
- Calvus
- Canal
- Canal de l'éclair
- Canicule
- Capacité au champ
- Capacité d'infiltration
- Capacité de rétention
- Capacité du vent
- Capacité thermique massique
- Capacité thermique volumique
- Capillatus
- CAPPI
- Capsule anéroïde
- Capsule de Vidie
- Capteur d'humidité à l'alumine
- Capteur de gouttelettes
- Capteur de précipitation
- Caractéristique de la tendance de la pression
- Carroyage
- Carte (d'analyse) prévue
- Carte à niveau constant
- Carte à pression constante
- Carte adiabatique
- Carte aérologique
- Carte analysée
- Carte climatologique
- Carte d'altitude
- Carte d'épaisseur
- Carte d'isohypses
- Carte d'isohypses prévue
- Carte de la tropopause
- Carte de méso-échelle
- Carte de prévision
- Carte de surface
- Carte de surface isobare
- Carte de surface prévue
- Carte des vents en altitude
- Carte du ciel
- Carte du temps
- Carte du temps significatif
- Carte fac-similé
- Carte frontologique en altitude
- Carte isallobarique
- Carte isentropique
- Carte isobarique
- Carte météorologique
- Carte prévue synchrone
- Carte pseudo-adiabatique
- Carte synoptique
- Carte synoptique de surface
- Cascade d'énergie
- Cascade de Kolmogoroff
- Case lysimétrique
- Castellanus (cas)
- Catafront
- Catallobare
- Catasonde
- Catasphère
- Catathermomètre
- Cécité des neiges
- Ceinture des alizés
- Ceinture des anticyclones subtropicaux
- Ceinture subtropicale de haute pression
- Ceinture thermique
- Ceintures de radiation
- Ceinture de Van Allen
- Cellule à point de rosée
- Cellule convective ou de convection
- Cellules de Bénard
- Cellule de Ferrel
- Cellule de Hadley
- Cellule de précipitation
- Cellule méridienne
- Cellule orageuse
- Cellule polaire
- Cellules fermées
- Cellules ouvertes
- Célomètre
- Célomètre laser
- Centrale de mesure et de calcul PATERAS
- Centrale éolienne
- Centre d'action
- Centre d'information de vol
- Centre de communication
- Centre de prévision
- Centre de veille météorologique
- Centre météorologique
- Céraunographe
- Céraunomètre
- Cercle d'inertie
- Cercle de station
- Cercle parasélénique
- Cercle parhélique
- Chaleur latente
- Chaleur massique
- Chaleur sensible
- Chaleur spécifique
- Chambre à nuages
- Champ de déformation
- Champ de géopotentiel
- Champ électrique
- Changement climatique
- Changement d'état
- Changement de phase
- Changement de type
- Charge d'espace
- Charge due au vent
- Charge électrique
- Chasse-neige basse
- Chasse-neige élevée
- Chasse-poussière basse
- Chasse-poussière élevée
- Chasse-sable basse
- Chasse-sable élevée
- Chasseur d'orages
- Chasseurs de cyclones
- Chergui
- Chiffre de code
- Chimie de l'atmosphère
- Chimopause
- Chimosphère
- Chinook
- Chlorofluorocarbones - CFC
- Chœur de l'aube
- Chute de neige
- Chute de pluie
- Ciel clair, couvert, nuageux, peu nuageux, très nuageux
- Ciel de traîne
- Cielomètre
- Cinématique différentielle
- Cinquantièmes hurlants
- Circulation anticyclonique
- Circulation atmosphérique
- Circulation cellulaire
- Circulation cyclonique
- Circulation de la mousson
- Circulation générale
- Circulation méridienne
- Circulation océanique induite par le vent
- Circulation planétaire
- Circulation primaire
- Circulation secondaire
- Circulation tertiaire
- Circulation zonale
- Cisaillement anticyclonique
- Cisaillement cyclonique
- Cisaillement du vent
- Cisaillement horizontal du vent
- Cisaillement vertical du vent
- Clair de Terre
- Clarté des neiges
- Classification climatique
- Classification climatique de Köppen
- Classification des climats d'Alissov
- Classification des masses d'air
- Classification des nuages
- Classification des ondes d'atmosphériques
- Classification génétique des climats
- Classifications climatiques de Thornthwaite
- Climagramme
- Climat
- Climat à l'équilibre
- Climat aride
- Climat artificiel
- Climat conditionné
- Climat continental
- Climat côtier
- Climat de gel perpétuel
- Climat de l'holocène
- Climat de montagne
- Climat de mousson tropicale
- Climat de rayonnement
- Climat de serre
- Climat de steppe
- Climat des moussons
- Climat des toundras
- Climat désertique
- Climat du pléistocène
- Climat du sol
- Climat historique
- Climat intérieur
- Climat marin
- Climat maritime
- Climat méditerranéen
- Climat mégathermique
- Climat mésothermique
- Climat microthermique
- Climat périglaciaire
- Climat planétaire hypothétique
- Climat quaternaire
- Climat solaire
- Climat tertiaire
- Climat tropical
- Climat urbain
- Climatisation
- Climatogramme
- Climatographie
- Climatologie
- Climatologie aérologique
- Climatologie aéronautique
- Climatologie agricole
- Climatologie appliquée
- Climatologie des masses d'air
- Climatologie dynamique
- Climatologie écologique
- Climatologie médicale
- Climatologie physique
- Climatologie pour les activités techniques
- Climatologie radar
- Climatologie synoptique
- Climatologie urbaine
- Climatonomie
- Climatopathologie
- Climatothérapie
- Climogramme
- Clinomètre
- Clipper albertain
- Coalescence
- Code météorologique
- Code SYNOP
- Code synoptique international d'observation en surface
- Coefficient d'absorption
- Coefficient d'atténuation
- Coefficient d'échange
- Coefficient d'entraînement
- Coefficient de confiance
- Coefficient de frottement
- Coefficient de frottement géostrophique
- Coefficient de rugosité
- Coefficient de transmission
- Coefficient de transparence
- Coefficient de trouble atmosphérique
- Coefficient de turbulence
- Coefficient de viscosité dynamique
- Coefficient du cycle hydrologique
- Cœur du courant-jet
- Col barométrique
- Colonne lumineuse
- Colonne tubulaire
- Comblement d'une dépression
- Communication point à multipoint
- Communication point à point
- Communication poste à poste
- Communications météorologiques
- Compensation
- Compensation de Dines
- Complexe convectif de méso-échelle
- Composante agéostrophique du vent
- Composante de turbulence
- Composition chimique de la précipitation
- Compte rendu en vol - AIREP
- Compteur d'éclairs
- Compteur d'ions
- Compteur de décharges orageuses
- Compteur de noyaux
- Compteur de noyaux de condensation
- Concentration de masse (q), humidité spécifique (q)
- Concentration de vapeur
- Condensation
- Condensation homogène
- Condensation solide
- Condensation solide homogène
- Condensation solide spontanée
- Condensation spontanée
- Condition de Courant, Friedrichs et Lewy
- Conditionnement de l'air
- Conductivité atmosphérique
- Conductivité turbulente
- Conduit radioélectrique
- Cône de tempête
- Configuration cellulaire des nuages
- Configuration d'épaisseur
- Configuration de l'écoulement
- Configuration de la circulation
- Configuration de pression
- Confluence
- Congélation homogène
- Congélation spontanée
- Congère
- Congestus (con)
- Coniscope ou conimètre
- Coniologie
- Conservation de l'énergie
- Conservation de la masse
- Conservation du tourbillon
- Conservatisme
- Constante barométrique
- Constante de Kármán
- Constante de temps
- Constante de von Kármán
- Constante des gaz parfaits (R)
- Constante psychrométrique
- Constante solaire
- Contenu en eau liquide
- Contenu en vapeur d'eau (q)
- Continentalité
- Contrainte du vent
- Contrainte du vent en surface
- Contraste de luminance
- Contre-alizé
- Contre-couronne
- Contre-rayonnement
- Contre-rayonnement atmosphérique
- Contrôle climatique
- Convection atmosphérique
- Convection cellulaire
- Convection en altitude
- Convection forcée
- Convection humide
- Convection libre
- Convection pénétrante
- Convection sèche
- Convergence
- Convergence de frottement
- Coordonnées d'une station
- Coordonnées eulériennes
- Coordonnées lagrangiennes
- Coordonnées naturelles
- Corniche
- Corps gris
- Corps noir
- Correction de capacité
- Correction de capillarité
- Correction de pesanteur
- Correction de température
- Correction de vide
- Corrections altimétriques
- Corrections barométriques
- Corrélation Soleil-temps
- Côté au vent
- Côté sous le vent
- Couche à flux constant
- Couche D
- Couche d'aérosol de Junge
- Couche d'air saharien
- Couche d'Appleton
- Couche d'Ekman
- Couche d'inversion
- Couche d'ozone
- Couche de brume sèche
- Couche de cisaillement
- Couche de frottement
- Couche de fusion
- Couche de Heaviside
- Couche de mélange
- Couche de nuages
- Couche de surface
- Couche de transition
- Couche E
- Couche E sporadique
- Couche Es
- Couche F étalée
- Couche F1
- Couche F2
- Couche isotherme
- Couche limite atmosphérique
- Couche limite de surface
- Couche limite interne
- Couche limite laminaire
- Couche limite planétaire
- Couche limite turbulente
- Couche neigeuse ou nivale
- Couche zéro
- Coup de vent
- Coupe verticale
- Coupe verticale synchrone
- Coupe-vent
- Couplage stratosphérique
- Courant air-Terre
- Courant ascendant
- Courant circumpolaire antarctique
- Courant convectif
- Courant de base
- Courant de Birkeland
- Courant de compensation
- Courant de conduction air-Terre
- Courant de dérive
- Courant de guidage
- Courant de précipitation
- Courant de surtension
- Courant descendant
- Courant dû au vent
- Courant laminaire
- Courant méridien
- Courant turbulent
- Courant-jet
- Courant-jet à basse altitude
- Courant-jet de barrière
- Courant-jet de la nuit polaire
- Courant-jet de vallée
- Courant-jet d'occlusion
- Courant-jet mésosphérique
- Courant-jet nocturne
- Courants électriques dans l'atmosphère
- Courbe de confort
- Courbe de stratification
- Courbe hauteur-durée
- Courbe hauteur-durée-fréquence
- Courbe hauteur-surface
- Couronne
- Couronne aurorale
- Coussin à grêlons
- Coussin à neige
- Couverture de neige
- Couverture nuageuse
- Couverture nuageuse centrale dense
- Covariable
- Crépuscule
- Crépuscule astronomique
- Crépuscule civil
- Crépuscule nautique
- Crête barométrique ou de haute pression
- Crête en altitude
- Crête subtropicale
- Creusement d'une dépression
- Creux barométrique
- Creux barométrique en surface
- Creux dans les alizés d'est
- Creux dans les vents généraux d'ouest
- Creux dynamique
- Cristallisation
- Cristal de glace
- Cristaux de neige dendritiques
- Cristaux de neige prismatiques
- Crochet barométrique
- Crue
- Crue de projet
- Crue nominale
- Crue soudaine
- Crue type
- Cryologie
- Cryopédomètre
- Cryptoclimat
- Cumulonimbus
- Cumulonimbus altocumulogenitus
- Cumulus
- Cumulus congestus (ou bourgeonnant)
- Cumulus fractus
- Cumulus humilis
- Cumulus mediocris
- Cuve BPI
- Cuvette de baromètre
- Cyanomètre
- Cyanométrie
- Cycle d'indice
- Cycle de Brückner
- Cycle de l'eau
- Cycle des taches solaires
- Cycle du carbone
- Cycle hydrologique
- Cycle hydrologique externe
- Cycle hydrologique interne
- Cycle solaire
- Cyclogénèse
- Cyclogénèse tropicale
- Cyclolyse
- Cyclone
- Cyclone en altitude
- Cyclone extratropical
- Cyclone post-tropical
- Cyclone tropical
- Cyclone tropical potentiel

## D
- d'Islande (dépression des Aléoutiennes, d'Islande) : région où des basses pressions prédominent largement durant une partie importante de l'année et où apparaît une dépression sur les cartes décrivant la moyenne mensuelle de la pression.
- De l'Atlantique Nord (anticyclone des Açores, des Bermudes, de l'Atlantique Nord) : région où des hautes pressions prédominent largement durant une partie importante de l'année et où apparaît un anticyclone sur les cartes décrivant la moyenne mensuelle de la pression.
- De l'Atlantique Sud (anticyclone de l'Atlantique Sud) : région où des hautes pressions prédominent largement durant une partie importante de l'année et où apparaît un anticyclone sur les cartes décrivant la moyenne mensuelle de la pression.
- De Sibérie (anticyclone de Sibérie) : région où des hautes pressions prédominent largement durant une partie importante de l'année et où apparaît un anticyclone sur les cartes décrivant la moyenne mensuelle de la pression.
- dBZ
- Débâcle
- Débit
- Décade
- Décennie
- Décharge atmosphérique
- Décharge au sol
- Décharge en retour
- Décharge entre nuages
- Décharge interne
- Décharge lumineuse silencieuse
- Décharge nuage-sol
- Décharge par les pointes
- Décharge ponctuelle
- Décharge sol-nuage
- Déchaussage
- Découpe-neige
- Déficit d'humidité du sol
- Déficit de saturation
- Déformation des arbres
- Dégel
- Déglacement
- Degré de confiance
- Degré-jour
- Degré-jour de chauffe ou de réfrigération
- Degré-jour de croissance
- Demi-cercle dangereux
- Demi-cercle maniable
- Dendroclimatologie
- Densité apparente du sol
- Densité balistique
- Densité d'un réseau
- Densité de l'air
- Densité de l'air humide
- Densité de l'air sec
- Densité de la neige
- Densité optique d'un nuage
- Densité réelle du sol
- Densité spectrale (d'une grandeur énergétique)
- Dépégramme
- Déplacement d'un cyclone
- Déplacement des nuages
- Dépression
- Dépression centrale
- Dépression chaude
- Dépression complexe
- Dépression coupée
- Dépression dans le sillage
- Dépression de l'horizon
- Dépression de mousson
- Dépression des Aléoutiennes
- Dépression du point de rosée
- Dépression en V
- Dépression équatoriale
- Dépression extratropicale
- Dépression froide
- Dépression occluse
- Dépression ondulatoire
- Dépression orographique
- Dépression permanente
- Dépression polaire
- Dépression principale
- Dépression rétrograde
- Dépression secondaire
- Dépression semi-permanente
- Dépression sous le vent
- Dépression thermique
- Derecho
- Dérive due aux vents d'ouest
- Dérivé climatique
- Des Bermudes
- Désertification
- Dessèchement
- Détecteur d'eau liquide Johnson-Williams (Détecteur J-W)
- Détecteur d’occurrence de précipitations
- Détection à distance
- Détection de mauvais temps par radar
- Détraînement
- Diablo
- Diagnostic
- Diagramme adiabatique
- Diagramme aérologique
- Diagramme climatique
- Diagramme climatologique
- Diagramme d'Amble
- Diagramme de confort
- Diagramme de diffusion de la lumière
- Diagramme de Herlofson
- Diagramme de rayonnement
- Diagramme thermodynamique
- Diagramme de Refsdal
- Diagramme de Rossby
- Diagramme de Stüve
- Diagramme de vents: deux types Rose des vents et Hodographe
- Diagramme de Werenskiold
- Diagramme énergétique
- Diagramme spaghetti
- Diagramme pseudo-adiabatique
- Diagramme thermodynamique
- Dictons météorologiques
- Différence psychrométrique
- différenciation à saute-mouton
- différenciation en saut de grenouille
- différenciation vers l'avant
- Diffluence
- Diffusion élastique
- Diffusion dans l'atmosphère
- Diffusion de Mie
- Diffusion de Rayleigh
- Diffusion fickienne
- Diffusion multiple
- Diffusion régionale
- Diffusion régulière
- Diffusion sous-régionale
- Diffusion turbulente
- Diffusion vers l'avant
- Diffusivité thermique
- Diffusivité turbulente
- Diffusomètre
- Diffusomètre radar
- Dioxyde de carbone
- Dioxyde de soufre - SO2
- Direction du déplacement des vagues
- Direction du vent
- Direction et vitesse de déplacement d'un nuage
- Discontinuité
- Discontinuité climatique
- Discontinuité intertropicale
- Disdromètre
- Dissecteur d'image
- Dissipation
- Dissipation des nuages
- Dissipation du brouillard
- Dissipation par frottement
- Distribution de la dimension des gouttes
- Distribution de Weibull
- Distribution dimensionnelle des aérosols
- Divergence
- Documentation de vol
- Dôme froid
- Dommage causé par la foudre
- Dommage causé par la grêle
- Dommage causé par le gel
- Données climatologiques
- Données sur le gel
- Dorsale
- Dosimètre
- Dosimètre UV
- Draperies aurorales
- Dropsonde
- Drosomètre
- Duplicatus (du)
- Durée d'extinction d'une rafale (td)
- Durée d'insolation
- Durée d'une rafale (tg)
- Durée de formation d'une rafale (tt)
- Durée de l'écart absolu maximal des rafales (ti)
- Durée de la pluie
- Durée de précipitation
- Dynamique atmosphérique

## E
- Eau hygroscopique
- Eau précipitable
- écart absolu maximal des rafales (lm)
- échange méridien
- échantillonneur d'air
- Échelle
- échelle à neige
- Échelle Beaufort
- échelle convective
- échelle de l'état de la mer
- échelle de Linke pour le bleu du ciel
- échelle de température absolue
- échelle de température Celsius
- échelle de température Fahrenheit
- échelle de température Kelvin
- échelle de température Rankine
- échelle de température Réaumur
- échelle du vent géostrophique
- échelle FPP
- échelle Fujita-Pearson
- échelle moyenne
- échelle pyrhéliométrique
- échelle pyrhéliométrique internationale
- Échelle synoptique
- Écho de tornade
- Écho en crochet
- Écho radar
- Éclair
- Éclair de chaleur
- éclair diffus
- éclair en boule
- éclair en chapelet
- éclair en fusée
- éclair en nappe
- éclair en ruban
- éclair en trait
- éclair ramifié
- éclair rectiligne
- Éclaircie
- Éclairement lumineux
- éclairement diffus
- éclairement énergétique (en un point d'une surface)
- éclat vert
- éclatement de la mousson
- Écliptique
- écoclimatologie
- Écologie
- Écoulement
- Écoulement de surface
- écoulement orographique du vent
- écran pluviométrique
- écran radar
- Effet Bergeron
- Effet bêta
- Effet de foehn
- Effet de lac
- Effet de serre
- Effet Doppler
- Effet Faraday
- Effet Lenard
- Effet Umkehr
- Effet Venturi
- Efficacité d'une précipitation
- Efficacité thermique
- Effort de cisaillement
- électricité atmosphérique
- électricité des aérosols
- électrisation d'un nuage
- Électrojet
- Électrométéore
- électrosonde
- élément climatique
- élément météorologique
- Élément trace
- Émagramme
- émanomètre
- Embâcle de glace
- Embruns
- Embruns verglaçants
- Émergence
- Émission de polluants
- émission d'hydroxyle
- émission solaire d'ondes radio
- Émissions ELF
- Émissions hydromagnétiques
- Émissions VLF
- Émissivité
- Émittance
- Émittance énergétique
- En altitude
- Enclume
- énergétique atmosphérique
- énergétique de l'atmosphère
- Énergie de turbulence
- Énergie interne
- Énergie potentielle
- Énergie potentielle de convection disponible
- Énergie rayonnante
- Englacement
- Enneigement
- Enregistreur d'atmosphériques
- Enregistreur de décharges orageuses
- Enregistreur ionosphérique
- Ensemencement à l'iodure d'argent
- Ensemencement à la neige carbonique
- Ensemencement des cyclones tropicaux
- Ensemencement des nuages
- Ensemencement des ouragans
- Enstrophie
- Enthalpie
- Entonnoir de la tropopause
- Entonnoir de trombe
- Entraînement
- Entropie
- Éolien
- Éolienne
- Épaisseur
- épaisseur de la couche de neige
- épaisseur de neige
- Épaisseur optique
- époque de la mousson
- époque glaciaire
- Équateur météorologique
- équateur thermique
- équation altimétrique
- équation d'énergie
- Équation d'équilibre
- Équation d'état
- Équation de Clausius-Clapeyron
- Équation de continuité
- équation de divergence
- équation de l'équilibre statique
- équation de la quantité de mouvement
- équation de Margules
- Équation de Monin-Obukhov
- Équation de Navier-Stokes
- équation de tendance de la pression
- équation des gaz
- équation diagnostique
- équation du tourbillon
- équation du tourbillon barotrope
- équation en oméga
- Équation hydrostatique
- Équation hypsométrique
- équation radar
- équations de prévision
- Équations du mouvement
- équations filtrées
- équations générales
- équations prévisionnelles
- Équations primitives atmosphériques
- équilibre adiabatique
- équilibre convectif
- équilibre diffusif
- Équilibre géostrophique
- équilibre indifférent
- équilibre radiatif
- équivalent en eau de la neige
- érosion par la pluie
- Erreur
- Erreur d'arrondissement
- Erreur de troncature
- éruption chromosphérique
- Éruption de tornades
- Éruption solaire
- Espèces de nuages
- Estégramme
- Étage des nuages
- étalonnage d'un instrument
- État de la mer
- État du ciel
- état du sol
- Été de la Saint-Martin
- Été indien
- étirement du tourbillon
- évaluation de l'enneigement
- évaluation de la prévision
- évaluation du vent par satellite
- Évaluation quantitative des précipitations
- Évaporation
- évaporation d'un lac
- évaporation de l'eau
- évaporation potentielle
- évaporativité
- évaporogramme
- évaporographe
- Évaporomètre
- Évapotranspiration
- évapotranspiration effective
- Évapotranspiration potentielle
- évapotranspiration réelle
- Évapotranspiromètre
- évapotron
- évolution ultérieure probable
- Exactitude
- Exitance énergétique
- Exosphère
- Expérience croisée
- Expérience de veine tournante
- Exposé verbal
- Exposition des instruments
- Exposition énergétique (en un point d'une surface, pendant une durée donnée)
- Exposition lumineuse
- Extension verticale d'un nuage
- Extinction atmosphérique
- Extinction polaire
- Extrapolation
- Extrêmes de température

## F
- Facteur d'absorption
- Facteur de réflexion
- Facteur de transmission
- Facteur de trouble atmosphérique
- Facteur de trouble atmosphérique de Linke
- Facteurs climatiques
- Famille de cyclones
- Famille de dépressions
- Famille de tornades
- Fanion
- Fata Morgana
- Fausse lune
- Faux Cirrus
- Faux soleil
- Fenêtre atmosphérique
- Fetch
- Feu Saint-Elme
- Fibratus (fib)
- Filtrage
- Filtrage du bruit
- Filtre de Kalman-Bucy
- Flèche de vent
- Floccus (flo)
- Flocon de neige
- Fluctuation climatique
- Fluide incompressible
- Flux contre-gradient
- Flux de chaleur
- Flux de chaleur turbulent
- Flux énergétique
- Flux énergétique par unité d'aire (en un point d'une surface)
- Flux inertiel
- Flux lumineux
- Flux méridional
- Flux radial
- Flux turbulent
- Flux zonal
- Foehn
- Foehn dans l'atmosphère libre
- Foisonnement dû au gel
- Fonction de courant
- Fonction de forçage
- Fonte des neiges
- Forçage radiatif
- Forçage radiatif des nuages
- Force ascensionnelle libre d'un ballon
- Force ascensionnelle totale d'un ballon
- Force de Coriolis
- Force de frottement
- Force de pression
- Force de succion du sol
- Force déviante
- Force du vent
- Forêt de nuage
- Formation météorologique
- Forme apparente du ciel
- Forme symbolique de code
- Formule de Henning
- Formule de la lumière de l'air
- Formule de visibilité de Koschmieder
- Formule psychrométrique
- Fort coup de vent
- Foudre
- Foyer d'atmosphériques
- Foyer d'orages
- Fraction d'ensoleillement
- Fraction d'insolation possible
- Fractus
- Fréon
- Fréquence de Brunt-Vaisala
- Fréquence des rafales (n)
- Frigorigraphe
- Frigorimètre
- Frigorimètre enregistreur
- Front
- Front à traîne
- Front anabatique
- Front antarctique
- Front arctique
- Front catabatique
- Front chaud
- Front climatologique
- Front d'altitude
- Front de brise de mer
- Front de Mei-Yu
- Front de rafales
- Front de point de rosée
- Front des alizés
- Front diffus
- Front équatorial
- Front froid
- Front froid de retour
- Front intertropical
- Front masqué
- Front méditerranéen
- Front occlus
- Front polaire
- Front principal
- Front quasi stationnaire
- Front secondaire
- Front stationnaire
- Frontière climatique
- Frontogénèse
- Frontolyse
- Frottement
- Fumée
- Fumée de mer
- Fumée de mer antarctique
- Fumée de mer arctique
- Fumigation
- Fusée anti-grêle
- Fusée pyrotechnique
- Fusée-sonde
- Fusion de la neige

## G
- Gaz parfait
- Gel
- Gel de sol
- Gel permanent
- Gelée
- Gelée amorphe
- Gelée blanche
- Gelée d'advection
- Gelée d'évaporation
- Gelée de rayonnement
- Gelée de mouvement
- Gelée du sol
- Gelée noire
- Genitus
- Genres de nuages
- Géoévaporomètre
- Géopotentiel
- Géothermomètre
- Gerbe cosmique
- Gerbe d'Auger
- Gerbe extensive
- Ghibli
- Giboulée
- Girouette
- Givrage
- Givrage d'aéronef
- Givrage d'un navire
- Givre
- Givre de profondeur
- Givre transparent
- Glace noire
- Glaciation
- Gloire
- Goutte d'air froid
- Goutte de pluie
- Gouttelette nuageuse
- GPS en météorologie
- Gradient adiabatique
- Gradient adiabatique humide ou Gradient adiabatique saturé
- Gradient adiabatique sec
- Gradient d'humidité
- Gradient de potentiel
- Gradient de pression
- Gradient de température pseudo-adiabatique
- Gradient thermique adiabatique
- Gradient géothermique
- Gradient superadiabatique
- Gradient thermique vertical
- Gradient vertical
- Gradient vertical autoconvectif
- Gradient vertical de température
- Grain
- Grain blanc
- Grain en arc
- Grain en ligne
- Grain orageux
- Grand frais
- Grand halo
- Grande onde
- Grands vents d'ouest
- Granules de glace
- Grêle
- Grêlon
- Grésil
- Grille (des modèles de prévision numérique du temps)
- Grille à maille fine
- Grille à maille variable
- Grille de Kurihara
- Grille imbriquée
- Grille télescopée
- Groupe de code
- Guidage stratosphérique
- Guidage thermique

## H
- Haboob
- Halo
- Halo de 22°
- Halo de 46°
- Halo de Bouguer
- Halo de Cellini
- Halo lunaire
- Halo solaire
- Hampe de vent
- Harmattan
- Haute atmosphère
- Haute pression
- Haute pression arctique ou polaire
- Haute pression thermique
- Hauteur
- Hauteur d'échelle
- Hauteur de houle
- Hauteur de la couche de mélange
- Hauteur de mélange
- Hauteur de précipitations
- Hauteur de vague
- Hauteur effective de cheminée
- Hauteur virtuelle
- Hectopascal (hPa)
- Héliogramme
- Héliographe
- Héliographe de Campbell-Stokes
- Héliothermomètre
- Héliothermomètre de Vallot
- Hétérosphère
- Heure réelle d'observation
- Heure standard d'observation
- Heure standard intermédiaire
- Heure standard principale
- Heure synoptique
- Histogramme
- Hodographe
- Homopause
- Homosphère
- Horizon de brume sèche
- Horizon de fumée
- Horizon de poussière
- Houache
- Houle
- Houle cyclonique
- Houle du vent
- Humidité
- Humidité absolue
- Humidité absolue du sol
- Humidité disponible du sol (Hd)
- Humidité du sol
- Humidité équivalente
- Humidité foliaire
- Humidité relative de l'air humide (Ui) par rapport à la glace/(Uw) par rapport à l'eau
- Humidité relative du sol
- Humilis (hum)
- Hydrologie
- Hydrométéore
- Hydrométéorologie
- Hydrosphère
- Hyétographe
- Hygristor
- Hygrogramme
- Hygrographe
- Hygromètre
- Hygromètre à absorption
- Hygromètre à cheveux
- Hygromètre à condensation
- Hygromètre à peau de batteur d'or
- Hygromètre chimique
- Hygromètre électrique
- Hygrométrie
- Hygroscopicité
- Hygrothermogramme
- Hygrothermographe
- Hypothèse hydrostatique
- Hypsomètre
- Hypsométrie barométrique
- Hystérésis
- Hytergraphe

## I
- Identification d'une masse d'air
- Identification des nuages
- îlot de chaleur
- îlot thermique
- Image à contraste augmenté
- Image du Soleil
- Image infrarouge
- Image rehaussée
- Image renforcée
- Image satellitaire
- Image sectorisée
- Imagerie visible
- Images prises à de courts intervalles
- Images visibles (VIS)
- Immergence
- Impacteur à cascade
- Impuretés atmosphériques
- Inclinaison de l'axe d'un anticyclone
- Inclinaison de l'axe d'un cyclone
- Inclinaison de l'ionosphère
- Inclinaison du vent
- Incus (inc)
- Indicateur de hauteur radar - RHI
- Indicateur panoramique - PPI
- Indicateur panoramique à altitude constante - CAPPI
- Indicatif d'une station
- Indicatif international
- Indice actinothermique
- Indice agroclimatique
- Indice bas
- Indice climatique
- Indice d'aridité
- Indice d'assèchement
- Indice d'humidité de Thornthwaite
- Indice de Boyden
- Indice de chaleur
- Indice de chaleur de Thornthwaite
- Indice de circulation
- Indice de comparaison
- Indice de confort
- Indice de continentalité
- Indice de contrainte thermique
- Indice de convection
- Indice de dégel
- Indice de fonte
- Indice de froideur du vent
- Indice de gel
- Indice de George
- Indice de givrage
- Indice de la pluie chassée
- Indice de menace de temps violent - SWEAT
- Indice de précipitation précédente
- Indice de réfraction optique
- Indice de réfraction radioélectrique
- Indice de refroidissement du vent
- Indice de sècheresse
- Indice de sècheresse de Keetch-Byram
- Indice de sècheresse de Palmer
- Indice de soulèvement - LI
- Indice de stabilité
- Indice de stabilité de Showalter
- Indice de stabilité de Whiting
- Indice de stress thermique
- Indice de température-humidité
- Indice de Teweles-Wobus
- Indice de tourbillon de zone
- Indice de vérification
- Indice élevé
- Indice héliométrique
- Indice humidex
- Indice universel du climat thermique
- Indice K
- Indice méridien
- Indice total-total
- Indice zonal
- Inertie du baromètre anéroïde
- Infiltration
- Influences exogènes
- Initialisation
- Initialisation dynamique
- Inondation
- Insolation
- Instabilité
- Instabilité absolue
- Instabilité barocline
- Instabilité barotrope
- Instabilité conditionnelle
- Instabilité conditionnelle de deuxième espèce
- Instabilité convective
- Instabilité de C-F-L (Courant, Friedrichs et Lewy)
- Instabilité de cisaillement
- Instabilité de Kelvin-Helmholtz
- Instabilité dynamique
- Instabilité hydrodynamique
- Instabilité hydrostatique
- Instabilité latente
- Instabilité linéaire
- Instabilité non linéaire (systèmes dynamiques)
- Instabilité symétrique conditionnelle
- Instabilité numérique
- Instabilité potentielle
- Institut météorologique
- Instrument à lecture directe
- Instrument de mesure de la visibilité
- Instrument enregistreur
- Instrument météorologique
- Intégration numérique
- Intensité de givrage
- Intensité de la pluie
- Intensité de la précipitation
- Intensité énergétique (d'une source dans une direction donnée)
- Intensité lumineuse
- Interaction
- Interaction air-mer
- Interaction atmosphère-océan
- Interception de la précipitation
- Interféromètre
- Interpolation spatiale
- Intervalle de calcul de l'écart absolu maximal des rafales (tm)
- Intervalle de fréquence des rafales (tn)
- Intortus (in)
- Invasion d'air
- Invasion d'air polaire
- Inversion au sol
- Inversion de précipitation
- Inversion de rayonnement
- Inversion de subsidence
- Inversion de température
- Inversion de turbulence
- Inversion des alizés
- Inversion du vent
- Inversion en surface
- Ionisation atmosphérique
- Ionogramme
- Ionosonde en contre-haut
- Ionosphère
- Ion
- Iridescence ou irisation
- Irradiation
- Irruption d'air
- Irruption de la mousson
- Isallobare
- Isallohypse
- Isallotherme
- Isanémone
- Isanomale
- Isaurore
- Iso-D
- Isoréflectivité radar
- Isobare
- Isobare en V
- Isobare orographique
- Isobronte
- Isocéraunique
- Isochasme
- Isochrone
- Isodrosotherme
- Isogone
- Isogramme
- Isohèle
- Isohyète
- Isohypse
- Isomère
- Isonèphe
- Isophène
- Isophote
- Isoplèthe
- Isotache
- Isotaque
- Isotherme (processus)
- Isotherme (ligne)
- Isotherme zéro degré (Celsius)

## J
- Jacobien d'Arakawa
- Jet à basse altitude
- Jolie brise
- Joule
- Joran
- Jour d'enneigement
- Jour d'orage
- Jour de brouillard
- Jour de gel
- Jour de gelée
- Jour de glace
- Jour de neige
- Jour de précipitation
- Journée aérologique
- Journée géophysique

## K
- Kelvin (unité de température thermodynamique)
- Khamsin

## L
- Lac d'air froid
- Lacunosus (la)
- Lames de Kelvin-Helmholtz
- Langley
- Langue d'air chaud
- Langue d'air chaud en altitude
- Langue d'air froid
- Langue d'air humide
- Langue d'air sec
- Largeur de bande équivalente
- Laser
- Légère brise
- Lenticularis (len)
- Lessivage par la précipitation
- Lettre de code
- Levant
- Levêche (ou lavêche)
- Lidar
- Ligne d'épaisseur
- Ligne d'instabilité
- Ligne d'isofloraison
- Ligne de brume sèche
- Ligne de cisaillement
- Ligne de convergence
- Ligne de courant
- Ligne de crête
- Ligne de discontinuité de la direction du vent
- Ligne de discontinuité de la vitesse du vent
- Ligne de divergence
- Ligne de flanc
- Ligne de grains
- Ligne de partage des vents
- Ligne isohypse
- Ligne sèche
- Limite de la neige au sol
- Limite de la vieille neige
- Limite de la zone arborée
- Limite des neiges éternelles
- Limite des neiges persistantes
- Limite du névé
- Limite forestière
- Linéarité
- Lissage
- Lithométéore
- Loi de décroissance de la vitesse
- Loi de Dove
- Loi de Henry
- Loi de Planck
- Loi de Raoult
- Loi de Snell
- Loi de Stefan-Boltzmann
- Loi du rayonnement de Kirchhoff
- Loi du rayonnement de Planck
- Longueur d'échelle de Monin-Obukhov
- Longueur de mélange
- Longueur de rugosité
- Lueur anti-solaire
- Lueur pourpre
- Lueur secondaire
- Lueurs crépusculaires
- Lumen
- Lumière
- Lumière antisolaire
- Lumière diffuse
- Lumière du ciel
- Lumière du ciel diurne
- Lumière du ciel nocturne
- Lumière pourpre
- Lumière zodiacale
- Luminance
- Luminance énergétique
- Luminance d'un nuage
- Lumination
- Luminescence
- Luminescence crépusculaire
- Lune bleue
- Lune verte
- Lunettes d'obscurité
- Lustre
- Lutte antiacridienne
- Lutte antigrêle
- Lutte contre la pollution de l'air
- Lux (unité)
- Lysimètre

## M
- Macroclimat
- Macrométéorologie
- Macroturbulence
- MAFOR
- Magnétosphère
- Maille large
- Maladie météorotropique
- Mamma (mam)
- Manche à air
- Manteau nival
- Marais barométrique
- Marée atmosphérique
- Marée atmosphérique lunaire
- Marée atmosphérique solaire
- Marées ionosphériques
- Mascaret atmosphérique
- Masse d'air
- Masse d'air instable
- Masse d'air optique
- Masse d'air stable
- Masse volumique apparente du sol
- Masse volumique de l'air
- Masse volumique de l'air humide
- Masse volumique de l'air sec
- Masse volumique réelle du sol
- Mât
- Mât anémométrique
- Mediocris (med)
- Mélange isentrope
- Mélange latéral
- Mer de brouillard
- Mer de nuages
- Mer du vent
- Méso-analyse
- Méso-échelle
- Mésocime
- Mésoclimat
- Mésoclimatologie
- Mésojet
- Mésométéorologie
- Mésonet
- Mésopause
- Mésosphère
- Message d'avertissement météorologique
- Message d'observation météorologique
- Message d'observation synoptique
- Message météorologique
- Message-avis météorologique
- Messages CLIMAT
- Métamorphose de la neige
- Météo
- Météore
- Météorogramme
- Météorographe
- Météorographe à aspiration
- Météorologie
- Météorologie aéronautique
- Météorologie agricole
- Météorologie appliquée
- Météorologie de la montagne
- Météorologie dynamique
- Météorologie expérimentale
- Météorologie forestière
- Météorologie industrielle
- Météorologie maritime
- Météorologie médicale
- Météorologie océanique
- Météorologie physique
- Météorologie radar
- Météorologie radioélectrique
- Météorologie satellitaire
- Météorologie de l'espace
- Météorologie synoptique
- Météorologie théorique
- Météorologie tropicale
- Météorologiste
- Météoropathologie
- Méthode de la particule
- Méthode de la prévision parfaite
- Méthode de la tranche
- Méthode de mesure de la hauteur des nuages
- Méthode de Monte-Carlo
- Méthode de relaxation
- Méthode des analogues
- Méthode des différences finies
- Méthode des perturbations
- Méthode semi-implicite
- Mètre dynamique
- Mètre géodynamique
- Micro-échelle
- Microbarogramme
- Microbarographe
- Microbarovariographe
- Microchasse d'air descendante
- Microclimat
- Microclimatologie
- Micrométéorologie
- Microphysique des nuages
- Micropluviomètre
- Microrafale descendante
- Microstructure d'un nuage
- Microturbulence
- Microvariation de pression
- Migrateur
- Minimum de température nocturne
- Mintra
- Mirage
- Mirage inférieur
- Mirage supérieur
- Mistral
- Modèle à maille fine
- Modèle à maille fine pour zone limitée
- Modèle à plusieurs niveaux
- Modèle agéostrophique
- Modèle atmosphérique
- Modèle barocline
- Modèle barotrope
- Modèle barotrope équivalent
- Modèle climatique
- Modèle de circulation
- Modèle de climat
- Modèle de Cumulus
- Modèle de cyclone
- Modèle de diffusion
- Modèle de la circulation atmosphérique
- Modèle de la circulation générale - MCG
- Modèle de nuages
- Modèle de pointage
- Modèle de prévision numérique
- Modèle de prévision sur zone limitée
- Modèle de rayonnement
- Modèle diagnostique
- Modèle du panache ascendant
- Modèle filtré
- Modèle frontal
- Modèle hémisphérique
- Modèle hydrostatique
- Modèle LFM
- Modèle non filtré
- Modèle numérique opérationnel
- Modèle spectral
- Modèle statistique
- Modèle stochastique
- Modèle thermotrope
- Modification artificielle du climat
- Modification artificielle du temps
- Modification d'un nuage
- Modification du climat
- Modification du climat par inadvertance
- Modification du temps
- Modification du temps par inadvertance
- Moulin à champ
- Mousson
- Mousson d'été
- Mousson d'hiver
- Mouvement d'un anticyclone
- Mouvement d'un cyclone
- Mouvement des nuages
- Mouvement ondulatoire
- Moyenne des températures maximales mensuelles
- Moyenne des températures minimales mensuelles
- Moyennes chevauchantes
- Moyennes d'une période
- Moyennes mobiles
- Moyennes pondérées
- Multiplication de la glace
- Mur de foehn
- Mur de l'œil (cyclone)
- Mur de poussière
- Mur de sable
- Mutatus

## N
- Nadir d'un satellite
- Nappe de fumée
- Nappe de nuages
- Nappe phréatique
- Navigation d'image satellitaire
- Navire à position fixe
- Navire auxiliaire
- Navire faisant route
- Navire météorologique
- Navire sélectionné
- Navire supplémentaire
- Nébule
- Nébulosité
- Nébulosité totale
- Nebulosus (neb)
- Neige
- Neige en grains
- Neige granulée de profondeur
- Neige mouillée
- Neige roulée
- Neige sèche
- Néoglaciation
- Néphanalyse
- Néphélomètre
- Néphéloscope
- Néphologie
- Néphoscope
- Néphoscope à grille
- Néphoscope à miroir
- Néphoscope de Besson
- Néphoscope de Fineman
- Neutropause
- Neutrosphère
- Névé
- Newton
- Niveau
- Niveau anémométrique
- Niveau critique d'échappement
- Niveau critique de crue
- Niveau de condensation
- Niveau de condensation par ascendance (NCA)
- Niveau de condensation par convection (NCC)
- Niveau de condensation par turbulence
- Niveau de congélation
- Niveau de convection libre (NCL)
- Niveau de divergence nulle
- Niveau de fond
- Niveau de fusion
- Niveau de givrage
- Niveau de non-divergence
- Niveau de vol
- Niveau du guidage
- Niveau moyen de la mer (NMM)
- Niveau obligatoire
- Nivomètre
- Nivomètre à coussin
- Nivomètre à rayons gamma
- Nœud
- Nombre d'onde(s)
- Nombre d'ondes zonal
- Nombre de Budyko
- Nombre de Froude
- Nombre de Mach
- Nombre de Nusselt
- Nombre de Prandtl
- Nombre de Rayleigh
- Nombre de Reynolds
- Nombre de Richardson
- Nombre de Rossby
- Nombre de Stanton
- Nombre de Taylor
- Nombre de Wolf
- Nombre global de Richardson
- Nombre relatif de taches solaires
- Nomogramme
- Nordicité
- Normales
- Normales climatologiques standard
- Norther
- Notation météorologique Beaufort
- Noyau
- Noyau d'Aitken
- Noyau de baisse de pression
- Noyau de combustion
- Noyau de condensation
- Noyau de condensation solide
- Noyau de congélation
- Noyau de glace biogénique
- Noyau de hausse de pression
- Noyau glacigène
- Noyau hygroscopique
- Noyau salin
- Nuage
- Nuage annexe
- Nuage aqueux
- Nuage bas
- Nuage chaud
- Nuage convectif
- Nuage cumuliforme
- Nuage d'ascendance synoptique
- Nuage d'eau surfondue
- Nuage d'inversion
- Nuage d'onde
- Nuage d'orage
- Nuage de convection
- Nuage de crête
- Nuage de foehn
- Nuage de l'étage inférieur
- Nuage de l'étage moyen
- Nuage de l'étage supérieur
- Nuage de turbulence
- Nuage des niveaux moyens
- Nuage élevé
- Nuage étagé
- Nuage en banderole
- Nuage en capuchon
- Nuage en entonnoir
- Nuage en rouleau
- Nuage glacé
- Nuage marin
- Nuage mixte
- Nuage moyen
- Nuage nacré
- Nuage iridescent ou irisé
- Nuage orographique
- Nuage stationnaire
- Nuage stratiforme (autre que Stratus)
- Nuage subfrontal
- Nuage-origine
- Nuages d'éruptions volcaniques
- Nuages d'explosions
- Nuages d'incendies
- Nuages de chutes d'eau
- Nuages de la mésosphère
- Nuages de tourbillon d'aval
- Nuages dus à l'industrie
- Nuages en rouleaux
- Nuages mésosphériques
- Nuages nocturnes lumineux
- Nucléation
- Nucléation hétérogène
- Nucléation homogène
- Nucléation spontanée

## O
- Observateur météorologique
- Observation
- Observation asynoptique
- Observation climatologique
- Observation de montagne
- Observation de navire
- Observation de radiosondage
- Observation de radiovent
- Observation de surface
- Observation en altitude
- Observation météorologique
- Observation météorologique par radar
- Observation météorologique représentative
- Observation par ballon-pilote
- Observation par fusée
- Observation phénologique
- Observation satellitaire
- Observation supplémentaire
- Observation synoptique
- Observatoire météorologique
- Occlusion (froide, chaude, frontale, orographique et rétrograde)
- Océanicité
- Océanité
- Octa
- œil du cyclone tropical
- Office météorologique
- Ombre
- Ombre de la Terre
- Ombre pluviométrique
- Ombromètre
- Onde acoustique
- Onde annuelle
- Onde atmosphérique
- Onde barocline
- Onde barotrope
- Onde courte météorologique
- Onde cyclonique
- Onde d'est
- Onde d'explosion
- Onde d'inertie
- Onde de cisaillement
- Onde de compression
- Onde de foehn
- Onde de gravité
- Onde de gravité acoustique
- Onde de Haurwitz-Helmholtz
- Onde de Helmholtz
- Onde de Kelvin-Helmholtz
- Onde de la tropopause
- Onde de pression
- Onde de Rossby
- Onde de tempête
- Onde diurne
- Onde équatoriale
- Onde frontale
- Onde instable
- Onde interne
- Onde planétaire ou majeure
- Onde semi-diurne
- Onde sonore
- Onde sous le vent
- Onde stationnaire
- Onde de relief
- Ondulations d'est
- Opacité atmosphérique
- Opacus (op)
- Opalescence
- Optimum climatique
- Optique atmosphérique
- Orage
- Orage d'advection
- Orage d'altitude
- Orage de convection
- Orage de front froid
- Orage de masse d'air
- Orage frontal
- Orage préfrontal
- Orage multicellulaire
- Orage supercellulaire
- Orage unicellulaire
- Orages de la ligne de grains
- Orage volcanique
- Orbite héliosynchrone
- Oscillation australe
- Oscillation biennale du vent
- Oscillation climatique
- Oscillation du pléistocène de Milankovitch
- Oscillation quasi-biennale
- Oscillations de Milankovitch
- Osmomètre
- Ouragan
- Ovale auroral
- Ozone
- Ozone total
- Ozone troposphérique ou ozone en surface
- Ozonomètre
- Ozonosphère

## P
- Paillettes de contre-mesures radar
- Paléoclimat
- Paléoclimatologie
- Pampero
- Panache
- Panache conique
- Panache de neige
- Panache en éventail
- Panache en volutes
- Panache turgescent
- Pannus
- Paramètre de Coriolis
- Paramètre de profil de vent de Deacon
- Paramètre de Rossby
- Paramètre de rugosité
- Paramètre de stabilité
- Paramétrisation
- Paranthélie
- Parantisélène
- Parasélène
- Parasite atmosphérique
- Parhélie
- Particularités supplémentaires
- Particule d'air
- Particules de nuage
- Particules nuageuses
- Pascal (Pa)
- Passage frontal
- Pastagramme
- Pathologie climatique
- Pathologie météorologique
- Pellicule monomoléculaire
- Pénétromètre
- Pénitents de neige (ou de glace)
- Pentade
- Pente d'un front
- Pente d'une surface isobare
- Percolation
- Pergélisol
- Période de Beaumont
- Période de la houle
- Période de relevé
- Période de sécheresse
- Période de validité
- Période des vagues
- Période interglaciaire
- Période magique
- Période pluviaire
- Période pluviale
- Période pluvieuse
- Période sans gel
- Période sèche
- Période synoptique naturelle
- Périodicité climatique
- Périodicité quasi biennale
- Périodogramme
- Perlucidus (pe)
- Permafrost
- Permagel
- Perméabilité
- Perturbation atmosphérique
- Perturbation barocline
- Perturbation barotrope
- Perturbation de méso-échelle
- Perturbation ionosphérique brusque
- Perturbation ionosphérique migratoire
- Perturbation quasi stationnaire
- Perturbations transitoires
- Petit âge glaciaire
- Petit halo
- Petite brise
- Petite tempête aurorale
- PH
- Phase aqueuse
- Phase glaciaire
- Phase interglaciaire
- Phase liquide de l'eau
- Phénogramme
- Phénologie
- Phénomène de diffraction
- Phénomène de Loewe
- Phénomène optique
- Photogrammétrie des nuages
- Photographie infrarouge
- Photométéore
- Photomètre
- Photomètre du ciel total
- Physique de l'atmosphère
- Physique des nuages
- Phytoclimat
- Phytoclimatologie
- Phytotron
- Pièce pyrotechnique de largage
- Pileus (pil)
- PIREP
- Pixel
- Plafond
- Plafonneur
- Plaine d'inondation
- Plaine inondable
- Plan bêta
- Plancton atmosphérique
- Plaque (cristal de neige)
- Plasmapause
- Plasmasphère
- Plate-forme fixe en mer
- Pluie
- Pluie acide
- Pluie artificielle
- Pluie chassée sur les bâtiments
- Pluie chaude
- Pluie de boue
- Pluie de mousson
- Pluie de sang
- Pluie de soufre
- Pluie drossée sur les bâtiments
- Pluie excédentaire
- Pluie forte
- Pluie nette
- Pluie provoquée
- Pluie ruisselée
- Pluie se congelant
- Pluie simulée
- Pluie surfondue
- Pluie torrentielle sous orage
- Pluie verglaçante
- Pluies équinoxiales
- Pluviographe
- Pluviomètre
- Pluviomètre à accumulation
- Pluviomètre à auget basculeur
- Pluviomètre à balance
- Pluviomètre de Fisher et Porter
- Pluviomètre enregistreur
- Pluviomètre étalon ou normal
- Pluviomètre totalisateur
- Pluviométrie
- Pluvioscope
- Poche de gelée
- Point antisolaire
- Point d'Arago
- Point d'ébullition
- Point d'occlusion
- Point de Babinet
- Point de Brewster
- Point de congélation
- Point de flétrissement permanent
- Point de fusion
- Point de gel ou de givre
- Point de gelée blanche
- Point de glace
- Point de radiation
- Point de rosée
- Point de symétrie
- Point hyperbolique
- Point neutre
- Point sous-satellite
- Point triple
- Pointage de carte
- Pointe d'ivoire
- Polarimètre
- Polarisation atmosphérique
- Polariscope
- Pôle de froid
- Pollution acide
- Pollution atmosphérique
- Pollution de fond
- Pollution de l'air
- Pollution thermique
- Polymètre de Lambrecht
- Pompage d'Ekman
- Portée optique météorologique - POM
- Portée visuelle en météorologie
- Portée visuelle de piste - PVP
- Pot-au-noir
- Potentiel capillaire
- Potentiel de vitesse
- Potentiel dû à la pression hydrostatique
- Poudrerie basse (Can)
- Poudrerie élevée (Can)
- Poudrin de glace
- Poursuite des ouragans
- Poussée d'Archimède
- Poussée hydrostatique
- Poussière cosmique
- Poussière météorique
- Poussière volcanique
- Pouvoir évaporant
- Pouvoir réfrigérant
- PPI
- Praecipitatio (pra)
- Précipitations
- Précipitations acides
- Précipitations artificielles
- Précipitations convectives
- Précipitations cycloniques ou dépressionnaires
- Précipitation d'électrons
- Précipitations de convection
- Précipitation de forêt
- Précipitation de protons
- Précipitations efficaces
- Précipitations en altitudes
- Précipitations frontales
- Précipitations locales
- Précipitations maximales probables
- Précipitations orageuses
- Précipitations orographiques
- Précipitations provoquées
- Précipitations radioactives
- Précipitations se congelant ou verglaçantes
- Précipitations surfaciques
- Précision
- Précurseur
- Prédictant
- Prédicteur
- Pression
- Pression à la station
- Pression atmosphérique
- Pression de condensation adiabatique
- Pression de rayonnement
- Pression du vent
- Pression dynamique
- Pression hydrostatique
- Pression partielle
- Pression réduite au niveau de la mer
- Pression totale
- Prestation météorologique
- Prévention de la foudre
- Prévention de la grêle
- Prévisibilité
- Prévision
- Prévision à courte échéance
- Prévision à échéance prolongée
- Prévision à long terme
- Prévision à longue échéance
- Prévision à moyenne échéance
- Prévision à titre consultatif
- Prévision à très courte échéance
- Prévision agrométéorologique
- Prévision au hasard
- Prévision barocline
- Prévision barotrope
- Prévision basée sur la persistance
- Prévision climatique
- Prévision climatologique
- Prévision d'aérodrome
- Prévision d'aérodrome de dégagement
- Prévision d'atterrissage
- Prévision des crues
- Prévision de probabilité
- Prévision de route
- Prévision de vol
- Prévision de zone
- Prévision du temps
- Prévision étendue
- Prévision générale
- Prévision hydrologique à moyen terme
- Prévision immédiate
- Prévision inertielle
- Prévision locale
- Prévision météorologique
- Prévision numérique
- Prévision numérique du temps
- Prévision numérique spectrale
- Prévision objective
- Prévision par corrélation
- Prévision par station unique
- Prévision pour l'aéronautique
- Prévision pour la navigation maritime
- Prévision pour la navigation maritime (symbolique)
- Prévision pour l'immédiat
- Prévision quantitative de précipitations (PQP)
- Prévision régionale
- Prévision statistique
- Prévision subjective
- Prévision synoptique
- Prévisionniste
- Principe de Babinet
- Prise des glaces
- Prismes de glace
- Processus adiabatique
- Processus atmosphériques de grande échelle
- Processus d'échelle inférieure à la maille
- Processus de nucléation de Findeisen-Bergeron
- Processus de Wegener-Bergeron
- Processus diabatique
- Processus homme-machine
- Processus isotherme
- Processus pseudo-adiabatique
- Processus réversible
- Proche espace
- Profil du vent
- Profileur de vents (radar vertical)
- Profil externe d'une fonction de puissance
- Profil hydrique
- Profil logarithmique des vitesses
- Profil vertical
- Profil vertical de température
- Progression de la mousson
- Projecteur de plafond (ou à nuages)
- Pronostic
- Propagation anormale
- Propagation anormale du son
- Propagation des ondes
- Propagation du son
- Protection contre le gel
- Protonosphère
- Proverbes météorologiques
- Pseudo-adiabatique
- Pseudo-données
- Pseudo-front
- Pseudo-observation
- Pseudohélie
- Psychromètre
- Psychromètre à aspiration, brevet C. de Pescara
- Psychromètre crécelle
- Psychromètre d'Assmann
- Psychromètre fronde
- Psychromètre ventilé
- Puissance rayonnante
- Puits de chaleur
- Puits thermique
- Puelche (vent)
- Pulvimètre
- Pyranogramme
- Pyranographe
- Pyranomètre
- Pyranomètre pour le rayonnement solaire résultant
- Pyranomètre sphérique
- Pyrgéomètre
- Pyrgéomètre pour le rayonnement terrestre résultant
- Pyrgéomètre sphérique
- Pyrhéliogramme
- Pyrhéliographe
- Pyrhéliomètre
- Pyrhéliomètre à compensation
- Pyrradiomètre
- Pyrradiomètre pour le rayonnement total résultant
- Pyrradiomètre sphérique

## Q
- Quantité d'éclairement
- Quantité d'énergie rayonnante
- Quantité de mouvement
- Quantité de mouvement angulaire
- Quarantièmes rugissants
- Quotient pluviométrique
- Quotient pluviothermique

## R
- Rabal
- Rabattement par la cheminée
- Radar
- Radar à antenne synthétique - RAAS
- Radar à faisceau vertical
- Radar à commande de phase à multifonctions
- Radar à ouverture synthétique - ROS
- Radar à synthèse d'ouverture- RSO
- Radar Doppler pulsé
- Radar météorologique (Réflectivité et Doppler)
- Radar primaire
- Radar secondaire
- Radarsondage
- Radiateur de Planck
- Radiatus (ra)
- Radioactivité artificielle
- Radioactivité naturelle
- Radioatmomètre
- Radiogoniographe
- Radiogoniomètre
- Radiogoniomètre à rayons cathodiques
- Radiogoniomètre à secteur étroit
- Radiogoniométrie
- Radiomaximographe
- Radiométéorologie
- Radiomètre à balayage
- Radiomètre à balayage multibande
- Radiomètre différentiel
- Radiomètre en hyperfréquence à balayage multibande
- Radiométrie
- Radiométrie infrarouge
- Radiosondage
- Radiosonde
- Radiosonde chronométrique
- Radiothéodolite
- Radiovent
- Radôme
- Radon
- Rafale
- Rafale de neige
- Rafale descendante
- Raie d'absorption
- Raie d'émission
- Raie d'émission Lyman alpha
- Raies de Fraunhofer
- Raies spectrales
- Randomisation
- Rapport de Bowen
- Rapport de mélange (r)
- Rapport de mélange de saturation par rapport à l'eau (rw)
- Rapport de mélange de saturation par rapport à la glace (ri)
- Rayon de déformation de Rossby
- Rayon vert
- Rayonnement
- Rayonnement atmosphérique
- Rayonnement atmosphérique ascendant
- Rayonnement circumsolaire
- Rayonnement corpusculaire
- Rayonnement cosmique
- Rayonnement dans l'extrême ultraviolet
- Rayonnement dans l'infrarouge lointain
- Rayonnement dans le proche infrarouge
- Rayonnement de courtes longueurs d'onde
- Rayonnement de grandes longueurs d'onde
- Rayonnement de retour
- Rayonnement diffus
- Rayonnement diffusé
- Rayonnement du ciel
- Rayonnement du corps noir
- Rayonnement effectif
- Rayonnement électromagnétique
- Rayonnement extraterrestre
- Rayonnement gamma
- Rayonnement global
- Rayonnement global réfléchi
- Rayonnement gris
- Rayonnement infrarouge
- Rayonnement isotrope
- Rayonnement monochromatique
- Rayonnement nocturne effectif
- Rayonnement propre du sol
- Rayonnement solaire
- Rayonnement solaire absorbé
- Rayonnement solaire diffus
- Rayonnement solaire direct
- Rayonnement solaire disponible
- Rayonnement solaire réfléchi
- Rayonnement solaire résultant
- Rayonnement solaire utilisable
- Rayonnement sortant (à grandes longueurs d'onde)
- Rayonnement terrestre
- Rayonnement terrestre ascendant
- Rayonnement terrestre descendant
- Rayonnement terrestre réfléchi
- Rayonnement terrestre résultant
- Rayonnement thermique
- Rayonnement total
- Rayonnement total ascendant
- Rayonnement total descendant
- Rayonnement total résultant
- Rayonnement ultraviolet
- Rayonnement visible
- Rayons anticrépusculaires
- Rayons auroraux
- Rayons crépusculaires
- Réanalyse météorologique
- Réchauffement adiabatique
- Réchauffement dynamique
- Réchauffement explosif
- Réchauffement radiatif
- Réchauffement soudain
- Réchauffement stratosphérique
- Recoupement
- Recourbement
- Réduction de la pression à un niveau standard
- Réduction de la température au niveau moyen de la mer
- Réduction télescopique
- Réflectivité radar
- Réflectomètre
- Reflet des neiges
- Reflet solaire
- Réflexion diffuse
- Réflexion spéculaire
- Réfraction astronomique
- Réfraction atmosphérique
- Réfraction latérale
- Refroidissement adiabatique
- Refroidissement dynamique
- Refroidissement éolien
- Refroidissement nocturne
- Refroidissement radiatif
- Régénération d'une dépression
- Régime de brise
- Régime de Rossby
- Régime des précipitations
- Régime nivologique
- Régime transitoire
- Région à service consultatif
- Région adiabatique
- Région climatique
- Région convective
- Région D
- Région d'entrée
- Région d'information de vol
- Région de contrôle
- Région de prévision
- Région de sortie
- Région E
- Région F
- Région G
- Région source
- Région synoptique naturelle
- Règle de Buys Ballot
- Relation Z-R ou relation Réflectivité radar (Z) à taux de précipitation (R)
- Relation Z-R Marshall-Palmer
- Relevé nivométrique
- Remous atmosphérique
- Rendement de collecte des gouttes
- Renseignement météorologique
- Renseignement SIGMET
- Renversement de la mousson
- Renversement du vent
- Répartition de la pression
- Repère de visibilité
- Reprévision météorologique
- Réseau d'atmosphériques
- Réseau d'observation
- Réseau de stations climatologiques
- Réseau météorologique d'observation
- Réseau synoptique régional de base
- Résolution
- Résumé climatologique
- Retard d'inertie
- Retard de réponse du baromètre anéroïde
- Rétention
- Retombée acide
- Retombée radioactive
- Rétrodifférenciation
- Rétrodiffusion (atmosphérique)
- Rétrodiffusion (radar)
- Rétrograde
- Rétrogression
- RHI
- Riomètre
- Risque climatique
- Rose des vents
- Rosée
- Rosée blanche
- Rotation anticyclonique
- Rotation cyclonique
- Rotation de Faraday
- Rotationnel
- Rotationnel de la tension du vent
- Rotor
- Rouleau nuageux de grain
- Rouleau de neige
- Rouleaux tourbillonnaires
- Routage météorologique
- Route de temps minimal
- Rue de nuages
- Rue de nuages à tourbillon
- Rugosité de la surface
- Rugosité thermique
- Ruissellement
- Ruissellement du brouillard
- Ruissellement superficiel
- Rythme climatique

## S
- Saints de glace
- Saison climatique
- Saison de croissance
- Saison de dégel ou de fonte
- Saison de végétation
- Saison des pluies
- Saison sèche
- Saison synoptique naturelle
- Sastruga
- SAMER S.M.
- Satellite à orbite équatoriale
- Satellite à orbite polaire
- Satellite géostationnaire
- Satellite géosynchrone
- Satellite héliosynchrone
- Satellite météorologique
- Satellite météorologique à défilement
- Saturation
- Saute de pression
- Saute de vent
- Scanneur
- Scanneur multibande
- Schéma des différences de Lax-Wendroff
- Sciences de l'atmosphère
- Scintillation
- Sécheresse
- Séclusion
- Secteur chaud
- Secteur nuageux
- Sédimentation
- Seiche (hydrodynamique)
- Seiche lémanique
- Serein
- Série d'un élément météorologique
- Série homogène
- Service central de prévision
- Service d'assistance météorologique à l'aéronautique
- Service météorologique
- Seuil de contraste
- Shamal
- Sierra Wave Project
- Sifflement auroral
- Siffleur
- SIGMET
- Signal visuel de tempête
- Sillage
- Similitude lagrangienne
- Simoun
- Simulation de pluie
- Simulation numérique
- Singularité du calendrier
- Sirocco
- Site d'une station
- Situation d'une station
- Situation météorologique à grande échelle
- Situation synoptique
- Smog
- Smog photochimique
- Sodar
- Sol dénudé
- Sol gazonné
- Sol gelé
- Sol nu
- Sol saturé
- Solarigramme
- Solarigraphe
- Solarimètre
- Solénoïde
- Solénoïde isobare-isostère
- Sommet d'un nuage
- Sommet protubérant
- Sondage atmosphérique
- Sondage à distance
- Sondage à hyperfréquences
- Sondage acoustique
- Sondage de vent par radar
- Sondage optique de l'atmosphère
- Sondage par aéronef commercial
- Sondage par aéronef de recherche
- Sondage par ballon captif
- Sondage par ballon dirigeable
- Sondage par ballon et fusée
- Sondage par cerf-volant
- Sondage par fusée
- Sondage par micro-ondes
- Sondage par satellite
- Sondage radar
- Sonde à neige
- Sonde de battage
- Sonde de Knollenberg
- Sonde de Langmuir
- Sonde de radiovent
- Sonde électrochimique
- Sonde pour l'ozone
- Sonde transmettant par fil
- Sonde-fusée
- Sondeur vertical opérationnel de TIROS - TOVS
- Sortie d'air orageux
- Soulèvement orographique
- Source d'activités orageuses
- Source d'un atmosphérique
- Source de chaleur
- Source linéaire
- Source ponctuelle
- Sous-système spatial
- Spécification de code
- Spectre crépusculaire
- Spectre d'absorption
- Spectre d'émission
- Spectre d'énergie
- Spectre de turbulence
- Spectre des gouttelettes de nuage
- Spectre des gouttes de pluie
- Spectre des tourbillons de turbulence
- Spectre du Brocken
- Spectre du crépuscule
- Spectrohéliographe
- Spectromètre
- Spectromètre de dimension des gouttes
- Spectromètre interféromètre infrarouge - IRIS
- Spectromètre satellitaire infrarouge - SIRS
- Spectrophotomètre d'ozone atmosphérique
- Spectrophotomètre de Dobson
- Spectroscope à vapeur d'eau
- Spirale d'Ekman
- Spissatus (spi)
- Stabilité de l'air
- Stabilité absolue
- Stabilité dynamique
- Stabilité hydrodynamique
- Stabilité hydrostatique
- Stabilité indifférente ou neutre
- Stabilité numérique
- Stade grêle
- Stade neige
- Stade non saturé
- Stade pluie
- Stade sec
- Station aérologique
- Station agro-météorologique
- Station agrométéorologique destinée à des fins particulières
- Station agrométéorologique ordinaire
- Station agrométéorologique principale
- Station automatique d'évaporation
- Station auxiliaire de météorologie agricole
- Station climatique
- Station climatologique
- Station climatologique automatique
- Station climatologique de référence
- Station climatologique destinée à des fins particulières
- Station climatologique ordinaire
- Station climatologique principale
- Station complémentaire
- Station d'observation des orages
- Station d'observation en altitude
- Station d'observation par ballon-pilote
- Station d'observation pluviométrique
- Station de météorologie aéronautique
- Station de météorologie agricole
- Station de météorologie agricole destinée à des fins particulières
- Station de montagne
- Station de radiosondage
- Station en mer
- Station météorologique
- Station météorologique automatique
- Station météorologique d'aéronef
- Station météorologique d'observation
- Station météorologique mobile
- Station météorologique océanique
- Station météorologique sur bouée
- Station météoroutière
- Station ordinaire de météorologie agricole
- Station pluviométrique
- Station radiométrique
- Station radiométrique ordinaire
- Station supplémentaire
- Station sur bateau-feu
- Station sur navire à position fixe
- Station sur navire auxiliaire
- Station sur navire faisant route
- Station sur navire sélectionné
- Station sur navire supplémentaire
- Station synoptique
- Station synoptique d'observation en altitude
- Station synoptique en surface
- Station terrestre principale
- Station terrestre supplémentaire
- Stock neigeux
- Stock nival
- Stratiformis (str)
- Stratocumulus
- Stratocumulus vesperalis
- Stratopause
- Stratosphère
- Stratus
- Structure atmosphérique
- Structure de l'atmosphère
- Subdivision du climat
- Sublimation
- Subsidence
- Sudestada
- Sukhovei
- Supercellule
- Surface à pression constante
- Surface de discontinuité
- Surface frontale
- Surface isentrope
- Surface isobare
- Surface isobare type
- Surface isopycne
- Surface isostère
- Surface libre de la nappe
- Surfusion
- Sursaturation par rapport à l'eau
- Sursaturation par rapport à la glace
- Surveillance acridienne
- Surveillance des cyclones tropicaux
- Surveillance du climat
- Symbole de code
- Symboles de pointage
- Symboles des nuages
- Symboles météorologiques
- Système à ballon porteur
- Système climatique
- Système de classification des cyclones tropicaux d'après les images satellitaires
- Système de coordonnées à pression
- Système de coordonnées théta (q)
- Système de nuages orageux
- Système de pression
- Système en coordonnées sigma
- Système frontal
- Système nuageux
- Système nuageux dépressionnaire
- Système oxygène-ozone
- Système p
- Système théta (q) (température potentielle)

## T
- Table aérologique
- Table de code
- Table de correction barométrique
- Table de réduction barométrique
- Tableau de la diffusion de la lumière
- Tableau mensuel
- Tables hygrométriques
- Tables psychrométriques
- Taux d'évaporation
- Taux de coalescence
- Taux de collision
- Technique à deux théodolites
- Technique de Dvorak
- Technique des statistiques des sorties de modèles - SSM
- Technique MOS
- Technique SSM
- Technoclimatologie
- Teintes crépusculaires
- Télécommunication
- Télédétection
- Télémétéorographe
- Télémétéorographie
- Télémétéorométrie
- Télémètre de nuage
- Téléphotomètre
- Télésondage
- Température
- Température à la surface du sol
- Température accumulée
- Température ambiante
- Température au sommet d'un nuage
- Température barométrique moyenne
- Température de condensation adiabatique
- Température de couleur
- Température de l'air
- Température de la surface (d'un lac)
- Température de luminance
- Température de référence
- Température de rosée
- Température du sol
- Température du thermomètre mouillé
- Température du thermomètre recouvert de glace
- Température du thermomètre sec
- Température équivalente
- Température extrême
- Température maximale
- Température maximale absolue mensuelle
- Température maximale mensuelle
- Température maximale quotidienne
- Température maximale quotidienne moyenne mensuelle
- Température minimale
- Température minimale absolue mensuelle
- Température minimale mensuelle
- Température minimale quotidienne
- Température minimale quotidienne moyenne mensuelle
- Température minimale sur gazon
- Température moyenne de la colonne d'air
- Température moyenne quotidienne
- Température potentielle
- Température potentielle équivalente
- Température potentielle partielle
- Température pseudo-potentielle du thermomètre mouillé
- Température ressentie
- Température superficielle de l'eau
- Température thermodynamique de rosée
- Température thermodynamique du point de gelée (Tf)
- Température thermodynamique du thermomètre mouillé (Tw)
- Température thermodynamique du thermomètre recouvert de glace (Ti)
- Température virtuelle
- Tempête
- Tempête aurorale
- Tempête de neige
- Tempête de neige d'effet de lac
- Tempête de pluie
- Tempête de poussière
- Tempête de sable
- Tempête de verglas
- Tempête ionosphérique
- Temporales
- Temps
- Temps actuel ou condition actuelle
- Temps de réponse
- Temps laiteux
- Temps lourd
- Temps passé
- Temps permettant le vol à vue
- Temps présent
- Temps significatif
- Temps violent synoptique
- Temps violent convectif
- Temps visuel
- Tendance à la persistance du temps
- Tendance advective de la pression
- Tendance climatique
- Tendance de la pression
- Teneur en eau d'un nuage
- Tension de cisaillement
- Tension de Reynolds
- Tension de vapeur d'eau (e') dans l'air humide
- Tension de vapeur saturante dans la phase pure par rapport à l'eau (ew)
- Tension de vapeur saturante dans la phase pure par rapport à la glace (ei)
- Tension de vapeur saturante de l'air humide par rapport à l'eau (e'w)
- Tension de vapeur saturante de l'air humide par rapport à la glace (e'i)
- Tension superficielle
- Tension du vent
- Téphigramme
- Thalweg
- Thalweg d'altitude
- Thalweg dans les alizés d'est
- Thalweg dans les vents généraux d'ouest
- Thalweg de la haute troposphère tropicale - THTT
- Thalweg de mousson
- Thalweg ionosphérique
- Théodolite
- Théodolite enregistreur
- Théorème de la circulation (de Bjerknes)
- Théorie convective de la cyclogénèse
- Théorie de Bergeron-Findeisen
- Théorie de la barrière
- Théorie de la cyclogénèse par divergence
- Théorie de la résonance
- Théorie de la rupture des gouttes
- Théorie de la similitude de Monin-Obukhov
- Théorie de la similitude en turbulence
- Théorie du cristal de glace
- Théorie du front polaire
- Théorie frontologique
- Théorie ondulatoire de la cyclogénèse
- Thermique
- Thermistance
- Thermistor
- Thermocouple
- Thermocyclogénèse
- Thermodynamique
- Thermodynamique atmosphérique
- Thermodynamique de l'atmosphère
- Thermogramme
- Thermographe
- Thermohygrogramme
- Thermohygrographe
- Thermo-hygromètre
- Thermohygroscope
- Thermomètre
- Thermomètre à alcool
- Thermomètre à aspiration
- Thermomètre à bilame
- Thermomètre à boule noire
- Thermomètre à gaz
- Thermomètre à liquide
- Thermomètre à maximum
- Thermomètre à minimum et maximum (dit de Six)
- Thermomètre à mercure
- Thermomètre infrarouge
- Thermomètre à rayonnement embarqué
- Thermomètre à résistance de platine
- Thermomètre à thermistance
- Thermomètre acoustique
- Thermomètre attaché
- Thermomètre dans le sol
- Thermomètre électrique
- Thermomètre électronique
- Thermomètre enregistreur
- Thermomètre fronde
- Thermomètre globe mouillé
- Thermomètre mouillé
- Thermomètre sec
- Thermomètre ventilé
- Thermopause
- Thermosphère
- Thétagramme
- Titre molaire de la vapeur d'eau (Nv)
- Titre molaire de la vapeur d'eau saturante par rapport à l'eau (Nvw)
- Titre molaire de la vapeur d'eau saturante par rapport à la glace (Nvi)
- Tonnerre
- Topoclimatologie
- Topographie absolue
- Topographie barique
- Topographie relative
- Tornade
- Tornade anticyclonique
- Touffeur
- Tour anémométrique
- Tour convective
- Tourbillon
- Tourbillon absolu
- Tourbillon circumpolaire
- Tourbillon de feu
- Tourbillon de poussière
- Tourbillon de sable
- Tourbillon de turbulence
- Tourbillon de vent
- Tourbillon géostrophique
- Tourbillon orographique
- Tourbillon potentiel
- Tourbillon relatif
- Tourbillon stratosphérique antarctique
- Tourbillon stratosphérique arctique
- Tourbillon thermique
- Tourbillons d'aspiration
- Tourbillons fixes
- Tourbillons stationnaires
- Tourbillons transitoires
- Tourelle anémométrique
- Tourmente de neige
- Trace de précipitations
- Traceur
- Traceur en dard
- Traceur nuageux
- Traceur par bonds
- Traceur radioactif
- Traîne
- Traînée
- Traînée d'échappement
- Traînée de condensation ou de condensation adiabatique
- Traînée de détente
- Traînée de dissipation
- Traînée météorique
- Traînées nuageuses
- Traitement automatique des données
- Traitement semi-automatique
- Trajectoire
- Trajectoire à tourbillon absolu constant
- Trajectoire d'une dépression
- Tramontane
- Transfert d'énergie
- Transfert radiatif
- Transformation d'une masse d'air
- Translucidus (tr)
- Transmissiomètre
- Transmission automatique d'images - APT
- Transmission météorologique
- Transosonde
- Transparence
- Transpiration
- Transport de la quantité de mouvement
- Transport ouest-est
- Transport turbulent
- Tremblotement
- Très légère brise
- Trombe
- Trombe marine
- Tropopause
- Tropopause multiple
- Troposphère
- Trouble atmosphérique
- Trowal (Canada)
- Tuba (tub)
- Tube de Pitot
- Tube isobare-isostère
- Turbopause
- Turbulence
- Turbulence à deux dimensions
- Turbulence atmosphérique
- Turbulence en air clair - CAT
- Turbulence en air limpide
- Turbulence homogène
- Turbulence isotrope
- Turbulence libre
- Turbulence mécanique
- Turbulence non isotrope
- Turbulence orageuse
- Type climatique
- Type de circulation
- Type de climat
- Type de temps
- Type synoptique
- Typhon

## U
- Uncinus (unc)
- Undulatus (un)
- Unité Dobson
- Unités SI

## V
- Vacillation climatique
- Vague de chaleur
- Vague de froid
- Valeur de D
- Valeur moyenne
- Vapeur d'eau
- Variabilité climatique
- Variabilité du climat
- Variation climatique
- Variation de la pression atmosphérique avec l'altitude
- Variation interannuelle de la pression
- Variation interannuelle de la température
- Variation interdiurne
- Variation interdiurne moyenne
- Variation intermensuelle
- Variation séculaire du climat
- Variétés de nuages
- Vecteur du déplacement des nuages
- Vecteur rafale
- Vecteur vent
- Vélopause
- Velum (vel)
- Vent
- Vent agéostrophique
- Vent allobarique
- Vent anabatique
- Vent antitriptique
- Vent apparent
- Vent arrière
- Vent arrière équivalent
- Vent au sol
- Vent catabatique
- Vent contraire
- Vent contre le gradient
- Vent de couloir
- Vent cyclostrophique
- Vent d'avalanche
- Vent de côté
- Vent de gravité
- Vent de surface
- Vent de surface SEASAT
- Vent de terre
- Vent de travers
- Vent debout
- Vent debout équivalent
- Vent dextrogyre
- Vent dominant
- Vent du gradient
- Vent du large
- Vent du mile le plus rapide
- Vent en altitude
- Vent étésien
- Vent eulérien
- Vent frais
- Vent géostrophique
- Vent gradiental
- Vent instantané
- Vent ionosphérique
- Vent isallobarique
- Vent latéral
- Vent lévogyre
- Vent local
- Vent longitudinal
- Vent longitudinal équivalent
- Vent polaire
- Vent rabattant
- Vent radial
- Vent relatif
- Vent résultant
- Vent sec
- Vent solaire
- Vent subgéostrophique
- Vent subgradiental
- Vent supergéostrophique
- Vent supergradiental
- Vent tangentiel
- Vent thermique
- Vent traversier
- Vent variable
- Vent vrai
- Ventilateur antigel
- Ventilateur contre le gel
- Vents d'est équatoriaux
- Vents d'est polaires
- Vents d'est subtropicaux
- Vents d'est tropicaux
- Vents d'ouest équatoriaux
- Vents déduits des nuages
- Vents satellitaires
- Verglas
- Vérification de la prévision
- Vertebratus (ve)
- Vieillissement climatique
- Violente tempête
- Virga
- Viscosité cinématique
- Viscosité négative
- Viscosité turbulente
- Visibilité
- Visibilité horizontale
- Visibilité météorologique
- Visibilité oblique
- Visibilité verticale
- Vitesse de chute
- Vitesse de chute limite
- Vitesse de frottement
- Vitesse de phase
- Vitesse de pointe d'une rafale (p)
- Vitesse de sortie
- Vitesse du son
- Vitesse du vent
- Vitesse moyenne du vent
- Vitesse sonique
- Vitesse turbulente
- Vitesse verticale du vent
- Voile de nuages
- Vol de reconnaissance météorologique
- Vol isobare
- Voûte d'échos faibles
- Vue panoramique à altitude constante (CAPPI)
- Vue panoramique à angle d'élévation constant (PPI)

## W
- Willy-willy

## X
- Xérophyte

## Z
- Zastruga
- Zonda (vent)
- Zone aride
- Zone aurorale
- Zone climatique
- Zone d'audibilité
- Zone d'audibilité anormale
- Zone d'inconfort
- Zone de basse pression
- Zone de cisaillement
- Zone de confort
- Zone de convergence intertropicale - ZCIT
- Zone de prévision
- Zone de silence
- Zone de stagnation
- Zone des vents d'ouest
- Zone frontale
- Zone humide
- Zone semi-aride
- Zone thermique
- Zones des calmes équatoriaux
- Zonal

## Source
Le portail européen de la formation en météorologie : Site officiel d'EUMETCAL archivé